# Microdictyon (Lobopodia)
Pour le genre d'algues vertes, voir Microdictyon (algue).
Genre
Microdictyon est un genre fossile de vers cuirassés ayant vécu au Cambrien inférieur et possédant des écailles sclérotisées. 

## Répartition
Les représentants de ce genre se rencontrent au Yunnan (Chine) dans les schistes de Maotianshan, ainsi que dans d'autres parties du monde.  Des sclérites isolées de Microdictyon sont connus dans d'autres gisements du Cambrien inférieur. Ces sclérites semblent porter des traces de mue ; une sclérite semble avoir été fossilisée au moment de l'exuviation.

## Description
L'un des représentants typiques de ce genre est Microdictyon sinicum qui est un animal vermiforme a dix paires de sclérites (les suggestions que ceux-ci pourraient être des yeux ou des structures oculaires n'ont pas de poids) sur les côtés, avec une paire de pattes en forme de tentacules en dessous (lobopodes). Sa tête et sa partie postérieure sont tubulaires et sans reliefs.

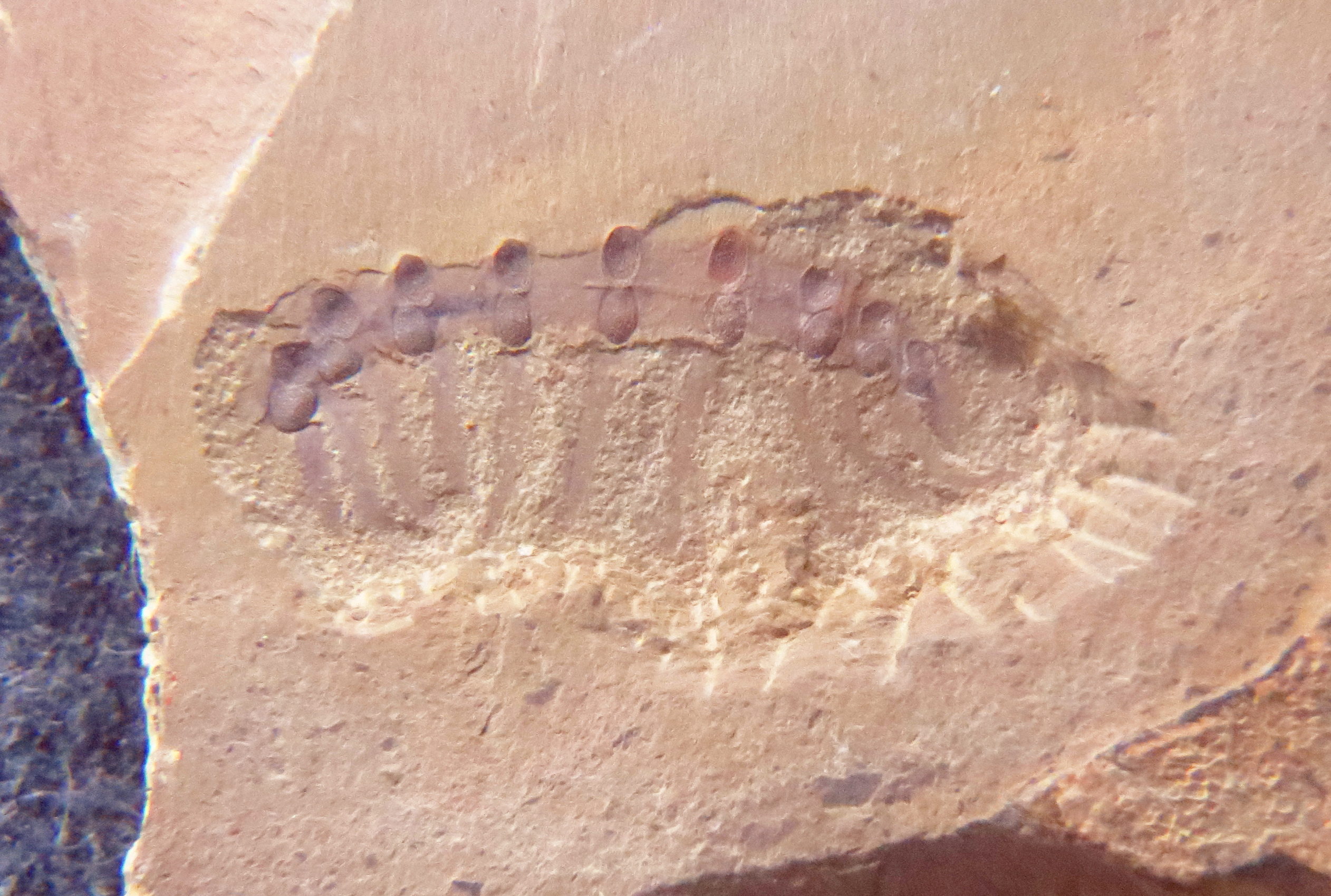
Fossile de Microdictyon exposé au musée de site de Chengjiang.
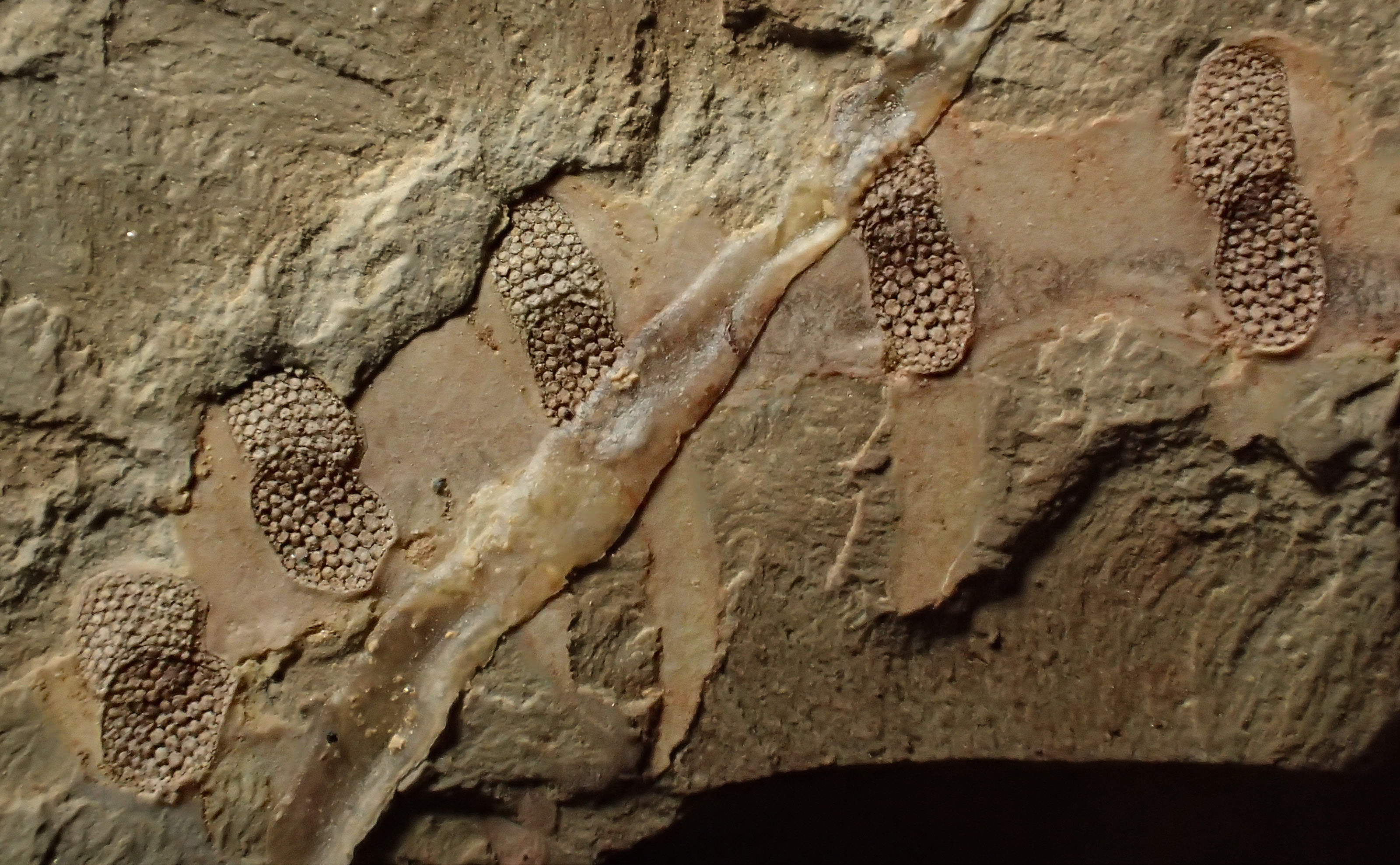
Détail du tronc de M. sinicum montrant des paires de sclérites et la trace de lobopodes.

## Liste des espèces
Selon Paleobiology Database (8 mars 2025) :
- †Microdictyon cuneum Wotte & Sundberg, 2017 - Cambrien inférieur, montezumien, États-Unis[4]
- †Microdictyon depressum Bengtson et al., 1990 - Cambrien inférieur, atdabanien et botomien, Sud de l'Australie
- †Microdictyon effusum Bengtson et al., 1981 - Cambrien inférieur, atdabanien, Kazakhstan ; atdabanien et botomien, Russie (craton sibérien) et Angleterre ; Cambrien inférieur, Suède
- †Microdictyon montezumaensis Wotte & Sundberg, 2017 - Cambrien inférieur, montezumien, États-Unis[4]
- †Microdictyon rhomboidale Bengtson et al., 1986 - Cambrien inférieur, atdabanien supérieur, Kazakhstan ; atdabanien, Canada, États-Unis (M. cf. rhomboidale)
- †Microdictyon robisoni Bengtson et al., 1986 - Cambrien moyen, étage Amgan, États-Unis
- †Microdictyon sinicum Chen et al., 1989 - Cambrien inférieur, meishucunien supérieur (atdabanien), Chine (Yunnan
- †Microdictyon sphaeroides Hinz, 1987 - Cambrien inférieur, atdabanien, Grande-Bretagne

## Systématique
Le genre Microdictyon a été créé en 1981 par Bengtson, Matthews (d) & Missarzhevsky (d).
Microdictyon est parfois inclus dans un embranchement quelque peu mal défini – Lobopodia – qui comprend plusieurs autres animaux étranges ressemblant à des vers segmentés nageant librement, mais qui ne semblent pas être des arthropodes ou des vers. Cet embranchement comprend Microdictyon, Onychodictyon, Cardiodictyon (en), Luolishania et Paucipodia.